# Édgar Ospina
Édgar "Peinadito" Ospina (Pereira, Colombia, 8 de noviembre de 1956) es un entrenador de fútbol colombiano nacionalizado peruano. Actualmente es entrenador del Ayacucho Fútbol Club de la Primera Division de Peru / Liga 1.

## Apodo
El periodista colombiano Iván Mejia Álvarez le puso como apodo El Peinadito porque en una transmisión radial del clásico capitalino entre Millonarios e Independiente Santa Fe comentó que en los camerinos ya no quedaba nadie aparte del preparador físico del equipo azul, que se estaba peinando: al escuchar eso, todo el mundo lo empezó a conocer como El Peinadito Ospina.

## Trayectoria
Aunque no llegó a ser futbolista profesional estuvo a prueba en América de Cali y Deportivo Pereira, como él vivía en Cartago económicamente no le alcanzaba para viajar muy seguido, por lo que se dedicó a estudiar educación física en la Unidad Central del Valle del Cauca, estuvo varios años dirigiendo las Selecciones Valle y escuelas de la ciudad de Cartago. Estuvo como aprendiz de preparación física en Millonarios de 1982 a principios de 1983.
Su primera experiencia fue del 1983 a 1985 siendo allí el preparador físico del equipo profesional del Deportes Quindío. A su salida sigue siendo preparador físico esta vez en el Cúcuta Deportivo en 1986. 
Llegó al fútbol peruano en el año 1995 para ser el director de las divisiones menores del Alianza Lima. Al equipo profesional de Alianza Lima lo comienza a dirigir desde junio de 1998 cuando remplaza a su compatriota Jorge Luis Pinto,  en el año 2000 retorna a su país donde dirige 8 meses al Atlético Bucaramanga, ese mismo año vuelve a exterior para dirigir a la Liga de Quito. De regreso a Perú también dirige por esa época al Universitario de Deportes y después a Inti Gas, en el año 2005 tuvo un paso por Aris Limassol de Chipre. En 2008 dirigió al Deportivo Pereira, luego  pasa al Trujillanos de Venezuela. A lo largo de su carrera ha sido director técnico de varios equipos en el fútbol peruano.
Tras haber dirigido por última vez en 2016, vuelve a la dirección técnica en 2022 asumiendo al último equipo que había dirigido, Ayacucho FC, equipo que logró salvar de categoría en aquella ocasión.

## Clubes

### Como preparador físico
| Club                   | País     | Año       |
| ---------------------- | -------- | --------- |
| Deportes Quindío       | Colombia | 1980-1982 |
| Millonarios            | Colombia | 1982-1983 |
| Deportes Quindío       | Colombia | 1983-1985 |
| Independiente Santa Fe | Colombia | 1986      |
| Cúcuta Deportivo       | Colombia | 1986      |

### Como formador
| Club                               | País     | Años        |
| ---------------------------------- | -------- | ----------- |
| Selección del Valle del Cauca      | Colombia | ¿?          |
| Divisiones menores de Alianza Lima | Perú     | 1995 - 1996 |

### Como entrenador
| Club                    | País      | Años        |
| ----------------------- | --------- | ----------- |
| Bella Esperanza         | Perú      | 1997        |
| Alianza Lima            | Perú      | 1998 - 1999 |
| Atlético Bucaramanga    | Colombia  | 2000        |
| Liga de Quito           | Ecuador   | 2000        |
| Cienciano               | Perú      | 2003        |
| Estudiantes de Medicina | Perú      | 2004        |
| Deportivo Wanka         | Perú      | 2004        |
| Aris Limassol           | Chipre    | 2005        |
| América Cochahuayco     | Perú      | 2006        |
| Universitario           | Perú      | 2007        |
| Total Clean             | Perú      | 2007        |
| Deportivo Pereira       | Colombia  | 2008        |
| Trujillanos             | Venezuela | 2008        |
| Inti Gas                | Perú      | 2009        |
| Cienciano               | Perú      | 2010        |
| Inti Gas                | Perú      | 2010-2012   |
| León de Huánuco         | Perú      | 2013        |
| Unión Comercio          | Perú      | 2013        |
| Ayacucho FC             | Perú      | 2015-2016   |
| Ayacucho FC             | Perú      | 2022 -2025  |